# Biskopsberga

Biskopsberga är en gård från medeltiden i Allhelgona socken (nuvarande Mjölby kommun). Den bestod av 8 5⁄8 mantal. 

## Historik
Biskopsberga är ett säteri i Allhelgona socken, Aska härad. Gården nämns för första gången 1337. År 1461 skänkte Thyrgil Sonason sina ägor i Biskopsberga till systerklostret i Skänninge. Gården donerades under 1600-talet till ryttmästaren Lars Nordanväder. Nordanväders söner fick tillstånd att sälja säteriet till biskop Samuel Enander. Ägdes därefter av Enanders son Gyllenadler, samt dotterson assessor Samuel Adlerberg. På 1750-talet ägdes gården av Per Gylling som ärvde gården efter sin far. Gården tillhörde omkring 1825 major Johan Göran Berger som var gift med författaren Charlotta Berger Från 1853 till 1872 ägdes gården av P. Jakobsson.

## Gårdar
Gården var uppdela i mindre gårdar: Backegården, Brunnsgården, Danielsgården, Frälsegården, Herregården, Klostergården, Kronogården, Lillegården, Storgården och Västergården.

### Västergården
Västergården bestod av 1 skattehemman.

### Storgården
Storgården bestod av 1 kronohemman.

### Lillegården
Lillegården var under 1800-talet komministerboställe. Gården bestod av 1 kronohemman.

### Danielsgården
Danielsgården bestod av 1 skattehemman.

### Herregården
Herregården bestod av 1 skattehemman.

### Brunnsgården
Brunnsgården bestod av 1 skattehemman.

### Kronogården
Kronogården bestod av 1 skattehemman.

### Frälsegården
Frälsegården bestod av 1 2⁄3 hemman.

### Backegården
Backegården bestod av 1 hemman.

### Klostergården
Klostergården bestod av 1 1⁄2 hemman.